# 월항면
월항면(月恒面)은 대한민국 경상북도 성주군의 면이다. 넓이는 41.27km2이고, 인구는 2006년 기준으로 3,727명이다.

## 행정 구역
- 대산리(大山里)
- 유월리(柳月里)
- 안포리(安浦里)
- 용각리(龍角里)
- 보암리(甫巖里)
- 장산리(長山里)
- 수죽리(水竹里)
- 지방리(池方里)
- 인촌리(仁村里)